# Ahornsirup

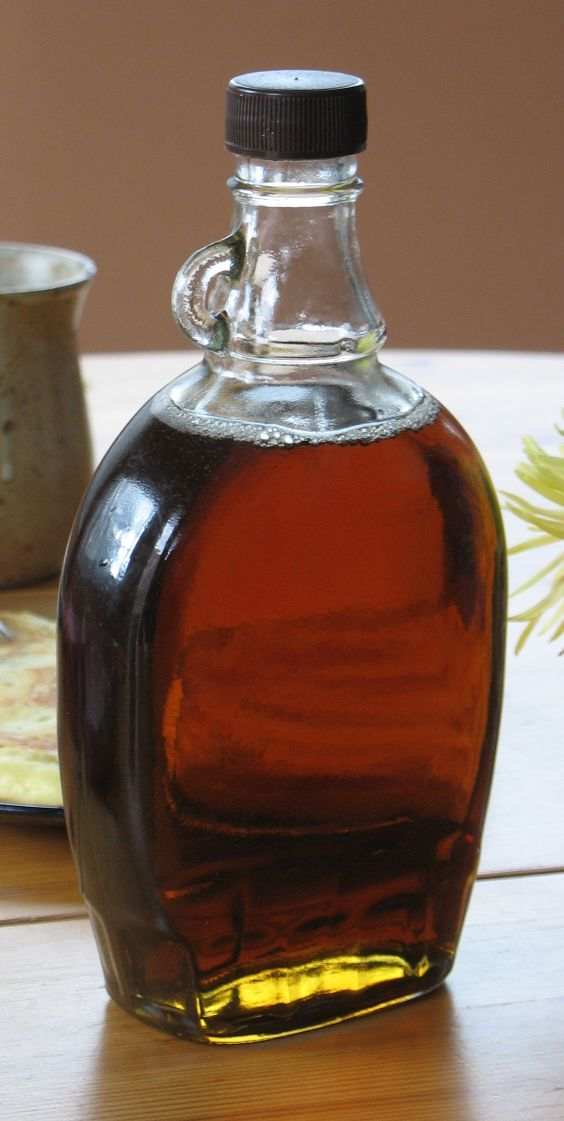
Kanadischer Ahornsirup

Ahornsirup ist der eingedickte Saft des Zucker-Ahorns (Acer saccharum), seltener des Schwarzen Zucker-Ahorns (Acer saccharum ssp. nigrum). Er hat einen karamellartigen Geschmack und eignet sich vor allem zu süßem Gebäck und Speiseeis. Er wird vor allem in Kanada und den USA als Süßungsmittel verwendet.

## Beschreibung

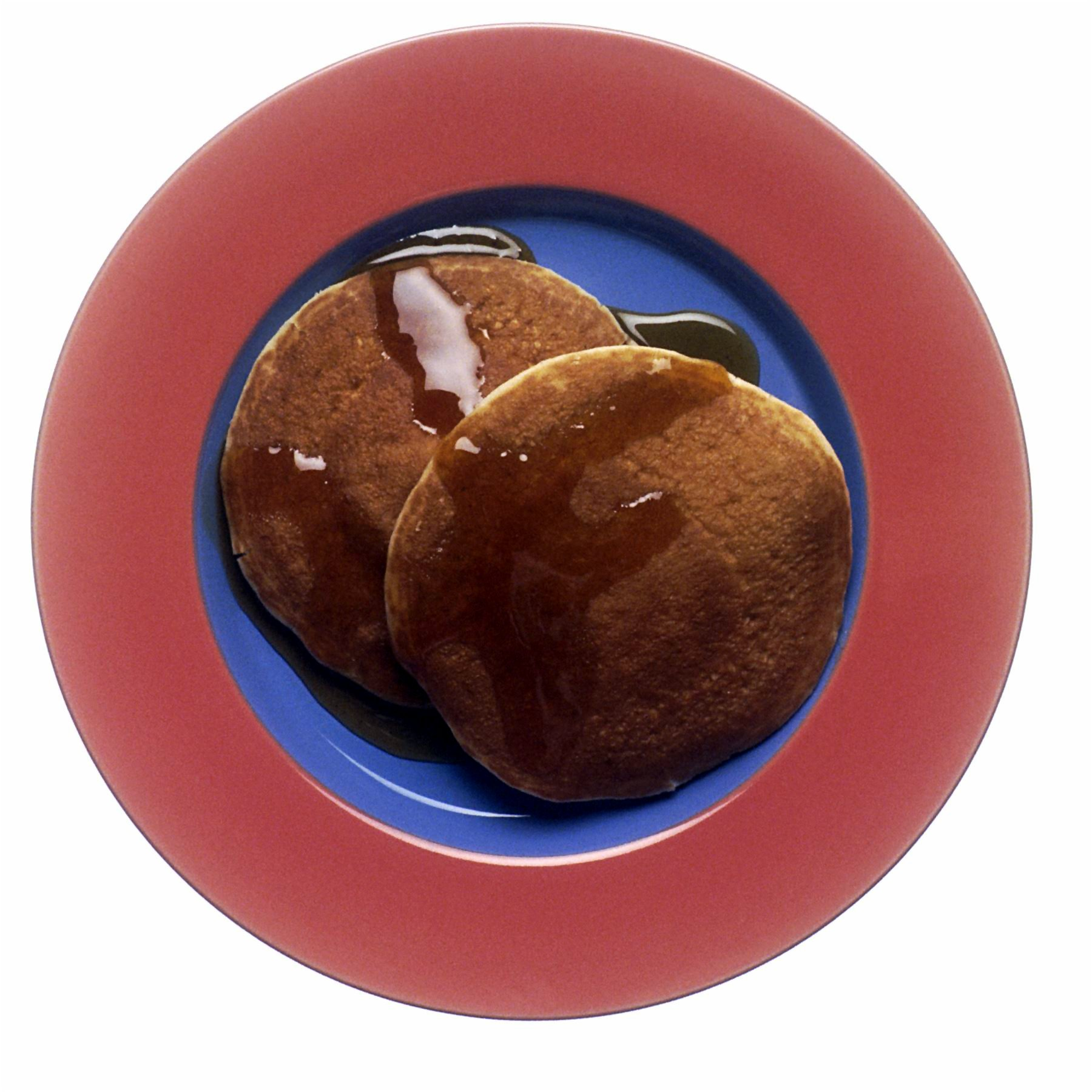
Pancakes mit Ahornsirup als Süßungsmittel

Ahornsirup ist ein Süßungsmittel, das viele Mineralstoffe enthält, aber fast keine Vitamine. Die besten Qualitäten (A, B) haben eine helle, bernsteinähnliche Farbe und ein mildes Aroma, das an Karamell erinnert. Ahornsirup muss kühl gelagert werden und ist nur begrenzt haltbar.
Der Pflanzensaft enthält neben Wasser folgende Bestandteile:
- Saccharose
- Mineralstoffe
- Fructose
- Proteine
- Äpfelsäure
- Glucose (nur gegen Ende der Erntezeit nachweisbar).

Ahornsirup wird manchmal mit Zuckerwasser vermischt und damit verfälscht.

## Produktion

### Legende
Der Überlieferung nach soll einem Jäger der Irokesen bei der Heimkehr der süße und aromatische Duft über der Kochstelle aufgefallen sein. Seine Frau hatte offenbar Regenwasser aus einem ausgehöhlten Stamm unterhalb eines Ahornbaumes verwendet. Als auch die Speise süß schmeckte, erkannte man den Zusammenhang. Fortan hackten die Irokesen ihre Tomahawks in die Rinde der Ahornbäume und fingen den herausrinnenden Saft auf. Sie legten erhitzte Steine (Kochsteine) in den Saft und erzeugten so den dickflüssigen Sirup.

### Früher

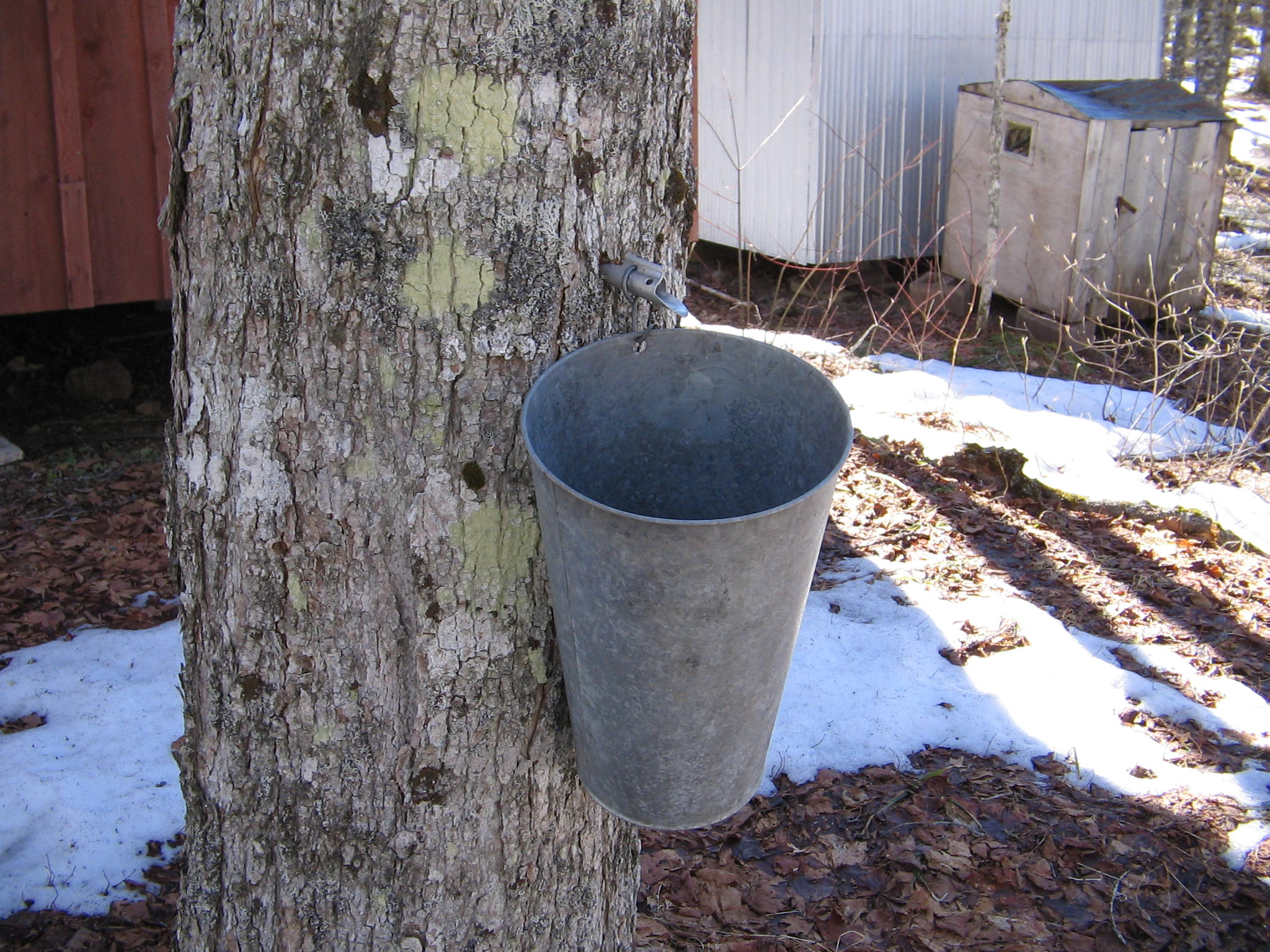
Traditionell wird der Saft des Ahorns in Eimern aufgefangen.

Die Herstellung von Ahornsirup wurde von den indigenen Völkern im Nordosten Nordamerikas erfunden. Von Ende Februar bis April, sobald längerer Sonnenschein tagsüber schon für höhere Temperaturen sorgt, nachts aber noch der Frost herrscht, beginnen die Bäume, in den Wurzeln gespeicherte Nährstoffe in die Knospen zu transportieren. Durch Anbohren des Stammes kann ein Teil des Pflanzensaftes entnommen werden, ohne dem Baum bedeutenden Schaden zuzufügen. Der gesammelte Pflanzensaft wird traditionell durch Kochen über einem Holzfeuer eingedickt, bis der Sirup einen Zuckergehalt von etwa 60 % hat. Durch das Kochen karamellisiert der Zucker und gibt dem Sirup einen Teil seines charakteristischen Aromas. Ein kleiner Teil der Ernte wird zu Ahornzucker weiterverarbeitet.

### Heute

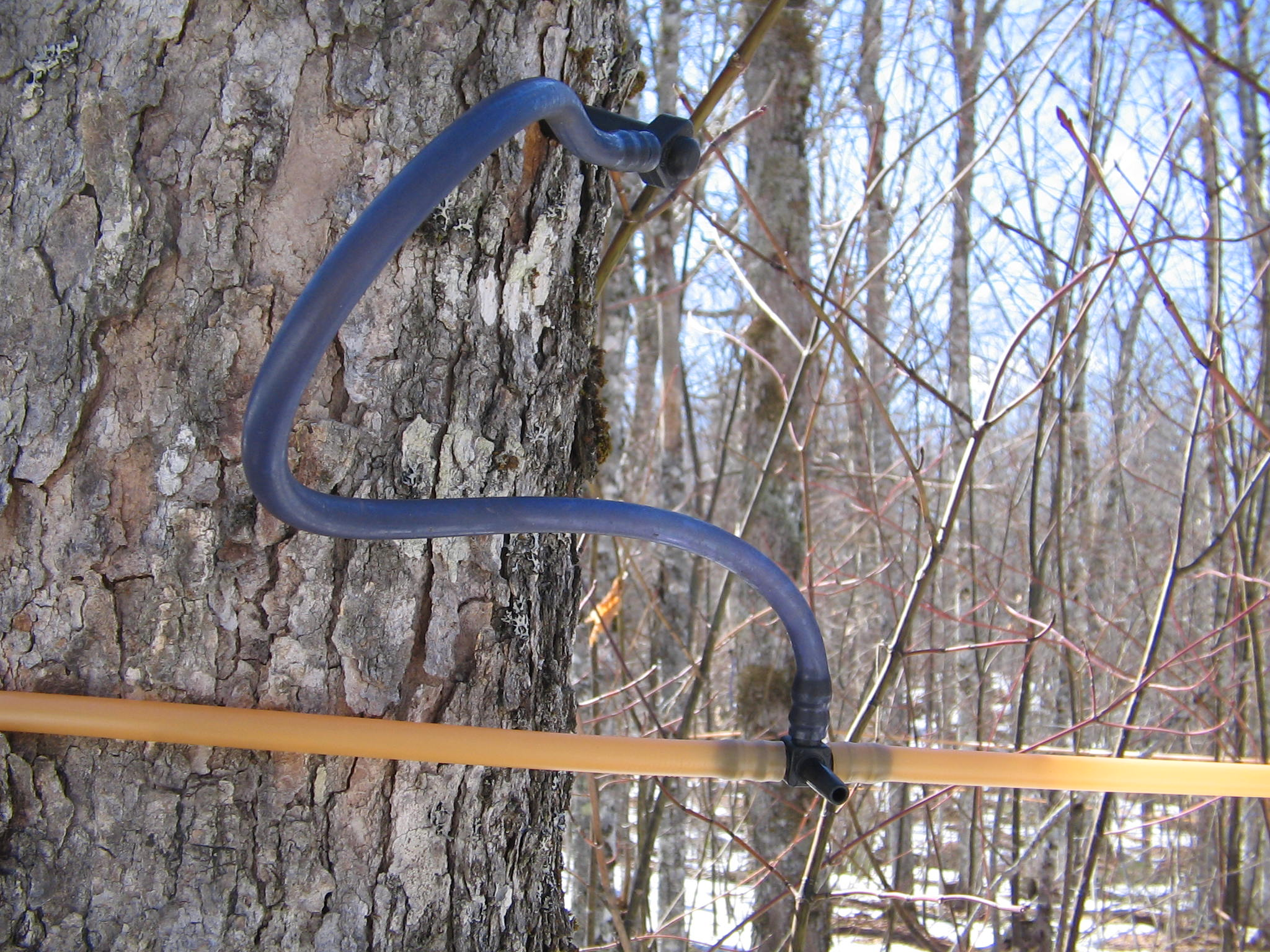
Plastikschläuche zum Sammeln des Ahornsaftes

Heute verbindet man die Bäume über Plastikrohrleitungen mit Sammelbehältern. Aus diesen wird der Saft automatisch in Tankwagen gepumpt, die den Rohstoff in zentrale Produktionsstätten bringen, wo er zu Sirup eingekocht wird. Im Amateurbereich feiert man die Prozedur des Einkochens mit der traditionellen Sugaring-off Party.
Für einen Liter Ahornsirup werden etwa 30 bis 50 Liter Saft benötigt, die ein einzelner Baum in etwa zwei Wochen hervorbringen kann. Erst ab einem Alter von 40 Jahren eignen sich die Bäume zum Entsaften. Das Hauptproduktionsland ist Kanada (80–90 % der weltweiten Produktion werden in und nahe der Provinz Québec erwirtschaftet), in den USA gilt Vermont als Hochburg des Ahornsirups.
Neuerdings wird auch Umkehrosmose verwendet, um den Sirup herzustellen. Farbe und Geschmack eines so hergestellten Sirups unterscheiden sich allerdings vom Originalprodukt.

## Gebrauch als  Nahrungsmittel
Ahornsirup ist ein typischer Bestandteil der nordamerikanischen Küche und wird zu Waffeln, Pfannkuchen, Eiscreme oder anderen Desserts gereicht. Das Kanadier genannte Gebäck enthält geröstete Pekannüsse mit Ahornsirup in Blätterteig.

## Klassifikation

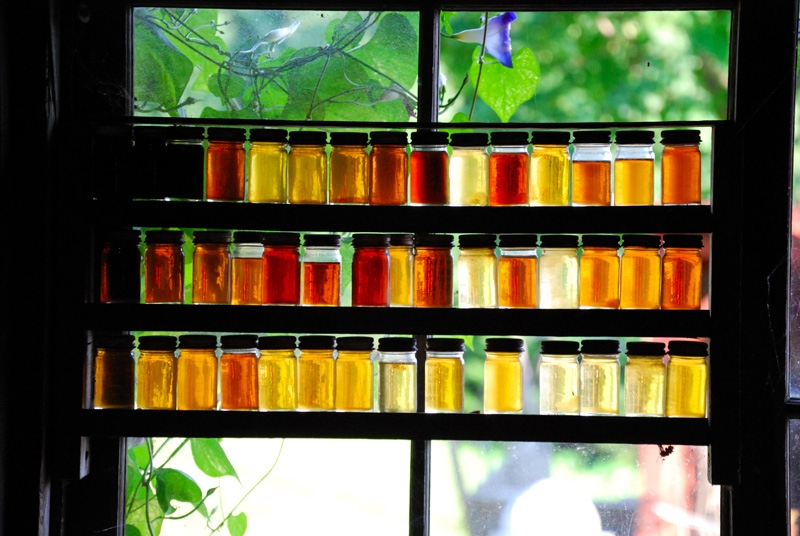
Verschiedene Qualitätsgrade von Ahornsirup

Seit 13. Dezember 2016 haben die USA und Kanada ein gemeinsames einheitliches Klassifizierungssystem. Das Kriterium für die Einstufung ist die Menge an gelbem Licht von 560 nm Wellenlänge, die durch 10 mm Sirup hindurchscheint. Generell gilt: je heller, desto besser, dann ist das Aroma feiner und milder. Ein dunkler Sirup weist dagegen fast herbe und sehr kräftige Noten auf. Die niedrigste Güteklasse processing grade ist in den USA wegen der Unreinheiten im Sirup für den Direktverbrauch verboten und wird für die Weiterverarbeitung verwendet, zum Beispiel zum Geschmackfärben von Tabak. Die in Nordamerika gültige Qualitätseinteilung ist nicht mit den in Europa verwendeten Einteilungen (AA–D) identisch:
| Europäischer Qualitätsgrad: | neuer, gemeinsamer kanadischer - US Qualitätsgrad | ehemaliger kanadischer Qualitätsgrad: | ehemaliger US Qualitätsgrad: | Geschmack:      | Helligkeit:               | Lichtdurchlässigkeit |
| AA                          | Grade A, golden colour delicate taste             | No. 1 extra light                     | A light amber                | fein-mild       | sehr hell                 | 75–100 %             |
| A                           | Grade A amber colour rich taste                   | No. 1 light (clair)                   | A medium amber               | mild aromatisch | hell                      | 50–74,9 %            |
| B                           | Grade A dark colour robust taste                  | No. 1 medium                          | A dark amber                 | kräftig         | mittel                    | 25–49,9 %            |
| C                           | Grade A very dark colour strong taste             | No. 2 amber                           | B                            | sehr kräftig    | dunkel (bernstein-farben) | 0–24,9 %             |
| D                           | Processing grade                                  | No. 2 dark                            | B                            | intensivst      | sehr dunkel               | 0–24,9 %             |

## Dokumentation
- Ahornsirup, Kanadas süßer Schatz. Regie: Maria-Christina Degen, Produktion: Medienkontor, ARTE, Deutschland/Frankreich, 53 Minuten, 2022